# Natron (software)
Natron is een vrij en opensource-, node-gebaseerd compositingprogramma. Het is beïnvloed door andere digitale compositing software zoals Avid Media Illusion, Apple Shake, Blackmagic Fusion, Autodesk Flame en Nuke, waarvan de gebruikersinterface en veel van de concepten zijn afgeleid.

## Geschiedenis
Natron is gestart door Alexandre Gauthier in juni 2012 als een persoonlijk project. Het project won de 2013 Boost Your Code wedstrijd van Inria. De prijs was een arbeidscontract van 12 maanden om Natron als vrije en opensourcesoftware verder te ontwikkelen binnen het instituut.
De eerste publieke versie was 0.92 (6 juni 2014), die rotoscoping en chromakey functionaliteiten bracht. Latere bètaversies brachten extra functies zoals motion blur, kleurbeheer via OpenColorIO, en videotracking.
Versie 1.0 was uitgebracht op 22 december 1014, samen met een voorbeeldproject door François "CoyHot" Gassard, een professionele computer graphics artiest en leraar, die liet zien dat Natron interactief grafieken met meer dan 100 nodes kon uitvoeren.

## Licentie
Voor versie 2.0 was de licentie van Natron de Mozilla Public License versie 2, die herdistribueren met closedsource-plug-ins toestond.
Sinds versie 2.0 heeft de software een nieuwe licentie, de GNU General Public License versie 2 of later. Alle plug-ins die worden gedistribueerd met binaries van Natron 2.0 of later moeten dus compatibel zijn met GPLv2.
Wat gemaakt wordt met behulp van Natron of een ander computerprogramma met de GPL-licentie valt niet onder de GPL: Het auteursrecht van de output is van de gebruiker van dat programma.

## Kenmerken

### Hardware
- Lage vereisten voor de hardware: een 64 bits processor en ten minste 6 gigabyte RAM (8 gigabyte aanbevolen)
- Een grafische kaart met support voor OpenGL 2.0 of OpenGL 1.5 met een paar extensies (ARB_texture_non_power_of_two, ARB_shader_objects, ARB_vertex_buffer_object, ARB_pixel_buffer_object).

### Mogelijkheden
- Afbeelding transformatie (positie, rotatie, schaal, etc.).
- Video tracking.
- Keying: Keyer, Chroma Keyer, Difference Keyer, Hue Keyer, PIK Keyer.
- Paint: Solid, Pencil, Eraser, Clone, Reveal, Blur, Smear, Dodge, Burn.
- Handmatige rotoscoping, met behulp van Béziercurves.
- Veel extra effecten (kleurtransformaties, geometrische transformaties, afbeeldingsgeneratoren, etc.) zijn beschikbaar.
- Op Key frame gebaseerde parameter animatie, gebruikmakende van Bernstein polynomials (de polynomiale basis achter Béziercurves) voor interpolatie.
- Curve bewerking : Curve Editor.
- Key frames bewerking : Dope Sheet.
- Ondersteuning voor stereoscopisch 3D en multi-view verwerking.